# Simhah Pinsker
Pour les articles homonymes, voir Pinsker.
Simhah Pinsker (17 mars 1801 à Ternopil – 29 octobre 1864 à Odessa) était un savant et archéologue juif polonais né à Tarnopol, en Galicie.

## Jeunes années
Il reçoit une éducation juive traditionnelle au Heder local, apprenant parallèlement les mathématiques et l'allemand avec son père, Shebaḥ ha-Levi, un prédicateur renommé.
Après avoir été brièvement tenté par le hassidisme, il s'adonne au commerce, mais doit rapidement arrêter, ne montrant aucune aptitude pour les affaires. Il se rend alors à Odessa, où son écriture calligraphique lui vaut un poste comme secrétaire du rabbin. Il parvient aussi à ouvrir une école publique pour enfants juifs, en collaboration avec Isaac Horowitz de Brody et Littenfeld. Il en sera le directeur jusqu'en 1840.

## La renommée
C'est à cette époque qu'Abraham Firkovich, un sage et savant karaïte se rend à Odessa, apportant un nombre d'anciens manuscrits qu'il dit avoir découverts en Crimée. Parmi ces écrits figure l'un des Livres des Derniers Prophètes, dont les signes de ponctuation diffèrent, tant pour la vocalisation que la cantillation, des exemplaires usuels. Ce manuscrit donne à Pinsker une importante occasion de satisfaire sa propension pour la recherche. Il entreprend de déchiffrer ce système de ponctuation, qui se révèle être celui des académies talmudiques babyloniennes, et y parvient de manière satisfaisante. Pinsker s'était déjà illustré avec ses contributions en archéologie à l'Orient, mais cette découverte assura sa renommée, lui valant de recevoir deux médailles d'or du gouvernement russe, ainsi que le titre de « citoyen honorable. » La communauté d'Odessa lui alloua également une rente de 300 roubles par an.
Pinsker se retire alors de ses œuvres communautaires, et s'installe à Vienne, afin de se dévouer pour le reste de sa vie à ses recherches et à la publication de ses travaux. Il donne également quelques cours au Bet hamidrash de Jellinek (en), mais sa santé déclinant rapidement, il doit être ramené par ses enfants à Odessa. Il y meurt le 29 octobre 1864.

## Œuvres

### Mavo el ha-Nikkoud ha-Ashshouri veha-Bavli
L'une des grandes œuvres de Pinsker, publiée de son vivant, est le Mavo el ha-Niḳḳoud ha-Ashshouri veha-Bavli (« Introduction au système de ponctuation assyrien et au babylonien, » Vienne, 1863), une introduction au système babylonien de ponctuation de l'hébreu (dont l'une des caractéristiques notables est que les points sont situés au-dessus des lettres, et non en dessous, contrairement au système massorétique, communément admis) ; le Mavo contient les résultats de son investigation des manuscrits de la bibliothèque d'Odessa. L'édition 1863 possède en appendice le Yessod Mispar, d'Abraham ibn Ezra, sur les nombres hébraïques. 

### Liḳouṭei Ḳadmoniyot
Le travail le plus important de Pinsker est le Liḳouṭei Ḳadmoniyot (Vienne, 1860), dans lequel il décrit les différentes périodes de développement dans l'histoire du karaïsme. Il maintient que le terme de ḳara (קרא), dont dérive le terme « karaïte » ne provient pas de Miqra (la Bible hébraïque, seule source que les karaïtes reconnaissent comme divine), mais fait allusion à leur activité missionnaire (ḳara signifie également « appeler, » qui peut aussi se comprendre comme « inviter ») lors de la première période du schisme. Pinsker tente également de démontrer à travers tout son livre que les savants de ce courant ont précédé les savants et grammairiens rabbanites, car ils possédaient contrairement à eux le système correct d'orthographe, de grammaire et de lexicographie biblique ; même dans le domaine de la poésie, les Karaïtes auraient été des modèles pour les poètes juifs de l'âge d'or espagnol, dont Ibn Gabirol et Juda Halevi. 
Le Liḳouṭei Ḳadmoniyot fit une telle impression sur le monde savant que des figures de l'historiographie juive, dont Jost et H. Graetz, ont reconnu leur dette à l'auteur, le premier modifiant même certaines de ses opinions sur l'histoire des courants du judaïsme.
Il a cependant été prouvé depuis que Pinsker avait surestimé le rôle du karaïsme dans l'étude de la Bible, se méprenant sur l'appartenance réelle de nombreux grammairiens juifs. Par ailleurs, Moshe Dar'i, le seul poète karaïte de quelque envergure, semble n'avoir été qu'un imitateur des poètes rabbanites.

### Autres travaux
Parmi les autres travaux de Pinsker : 
- une édition du Miklol (Lyck, 1862), un livre de grammaire hébraïque rédigé par David  Ḳimḥi, avec amendements de Pinsker et d'autres
- Sefer ha-Eḥad (Odessa, 1867), sur les neuf nombres cardinaux, par Abraham ibn Ezra, avec commentaire
- Mishle ha-Guezerah veha-Binyan (Vienne, 1887), sur le verbe en hébreu.

Pinsker a aussi laissé un nombre considérable de manuscrits sur l'hébreu et la littérature hébraïque, collectés par Judah Bardach dans le Mazkir li-bene Reshef, wĕ-hūrĕshīmā mi-kōbĕ-ẓé wĕ- kitĕbē yād ha-nishãrīm mē-izbōn Śimḥā Pinsker.